# Контія звичайна
Контія звичайна (Contia tenuis) — неотруйна змій з роду Контія родини полозові.

## Опис
Загальна довжина коливається від 30 до 42 см. Спостерігається статевий диморфізм — самиці більші за самців. Голова невелика. Тулуб стрункий. Має поверх хвоста 24—42 щитки. Забарвлення спини коливається від сірувато-коричневого до цегляно-червоний, рожевого, помаранчевого кольорів. З боків проходять чорні та білі смуги, які тягнуться до кінчика хвоста.

## Спосіб життя
Полюбляє сухі місцини. Ховається вдень під камінням, заривається у ґрунт, заповзає у тріщини. Активна вночі. Живиться комахами та слимаками.
Це яйцекладна змія. Самиця відкладає від 3 до 16 яєць.

## Розповсюдження
Мешкає у штатах США: Каліфорнія, Вашингтон, Орегон, у провінції Канади: Британська Колумбія.